# Aldebaran
Aldebaran (Alfa del Taure / α Tauri), anomenat popularment la Cabra, la Mosca, o l'Ull de Bou, és l'estel més brillant de la constel·lació del Taure i un dels estels més brillants en el cel nocturn. Es tracta d'un estel de classe K5 III, que significa que és taronja i gran, i que s'ha mogut de la seqüència principal consumint tot el seu combustible d'hidrogen. Actualment, Aldebaran crema principalment heli i s'ha expandit a un diàmetre d'aproximadament 5,3 × 107 km (al voltant de 38 vegades el diàmetre del Sol). És un dels dos estels de Taure que s'inclouen en la llista dels 58 estels de navegació i és un dels estels més estudiats del cel. El seu important registre d'observacions i estudis s'emprà per calibrar els instruments del telescopi espacial Hubble.

## Nom

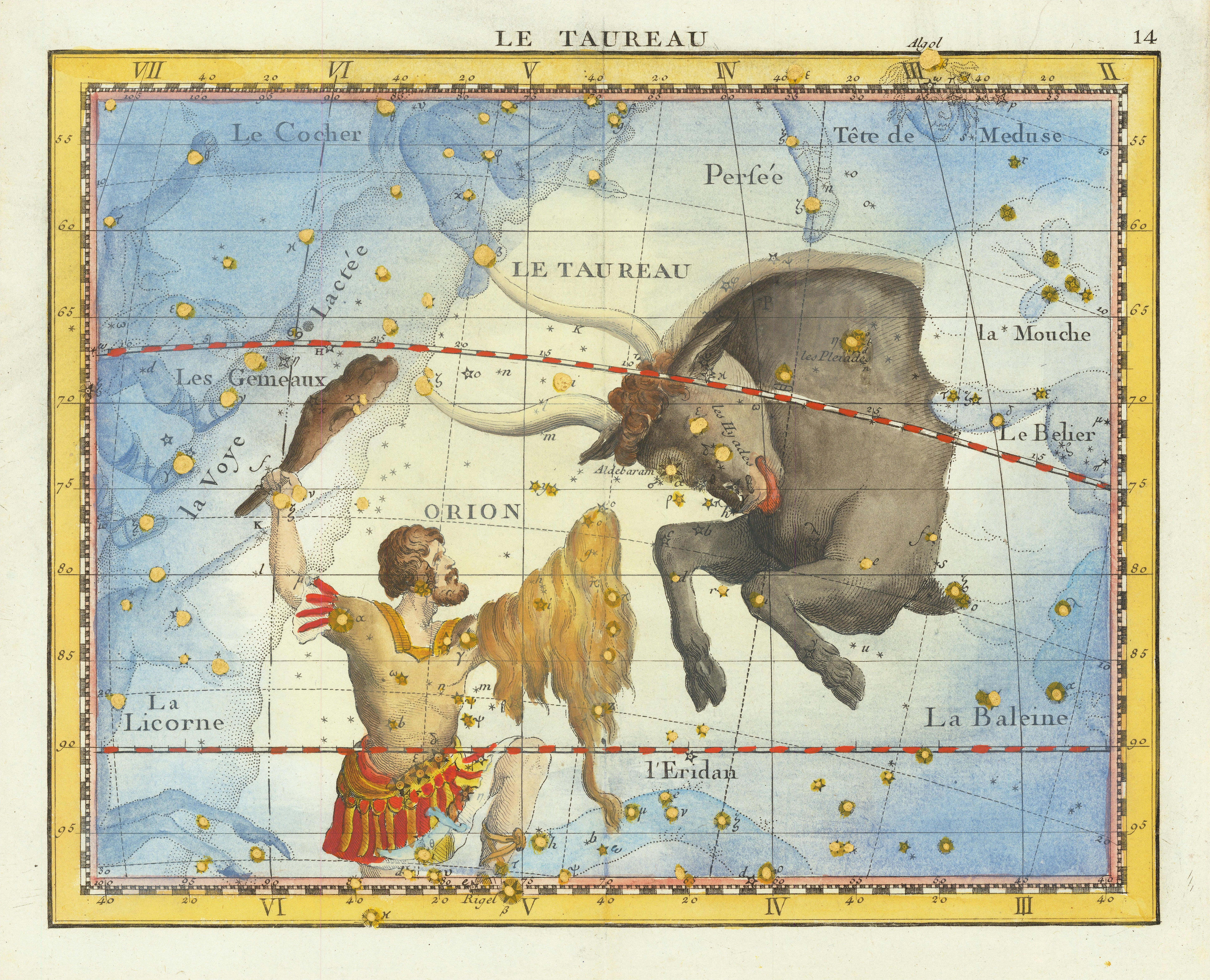
Representació de la constel·lació del Taure i d'Orió a l'edició francesa de l'Atles de John Flamsteed (1776). Aldebaran (anomenat aquí Aldebaram) està situat a l'ull dret del toro.

El nom «Aldebaran» prové de l'àrab الدبران, ad-Dabarān, que significa ‘el Seguidor’, una referència al fet que l'estel sembla seguir les Plèiades (les Cabrelles o les set Germanes) en el seu viatge nocturn a través del cel. El nom, actualment atribuït exclusivament a aquest estel, originalment designava tot el cúmul estel·lar de les Híades, i la mansió lunar que Aldebaran marcava, amb el títol de نائر الدبران, Na'ir ad-Dabarān, ‘el brillant del Seguidor’ o ‘el lluminós del Seguidor’. No obstant això, hi havia discrepàncies sobre aquesta atribució, ja que la primera edició de les Taules alfonsines, compilades a Castella pel rei Alfons X al segle xiii, l’aplicava només a l'estrella α, mentre que l’edició de 1483 i Al-Sufí no la incloïen sota aquest nom. Aldebaran sembla el membre més brillant del cúmul obert de les Híades; tanmateix, està situat simplement en la línia de visió entre la Terra i les Híades, que estan situades al doble de distància que Aldebaran.
A l'antiga Grècia, Aldebaran era conegut com a Λαμπαδίας (Lampadias), que significa ‘portador de la torxa’ o ‘com una torxa’.
A les obres posteriors d'astronomia hom troba un bon grapat de variants: L'astrònom italià Giovanni B. Riccioli emprà Aldebara i Aldebaram (aquest adoptat a l’edició francesa de l’Atles de l'astrònom anglès John Flamsteed del 1776), Aldeboran (usat pel poeta anglès Edmund Spencer al seu poema La Reina Fada), Aldeberan (nom emprat per l'astrònom francès Joseph J. Lalande), l'alemany Wilhelm Schickard emprà Addebiris i Debiron i l'anglès George Costard Aldebaron. Finalment, el nom «Aldebaran» fou aprovat oficialment pel Grup de treball de noms d'estrelles (WGSN) de la Unió Astronòmica Internacional (IAU) el 30 de juny de 2016.

## Mitologia

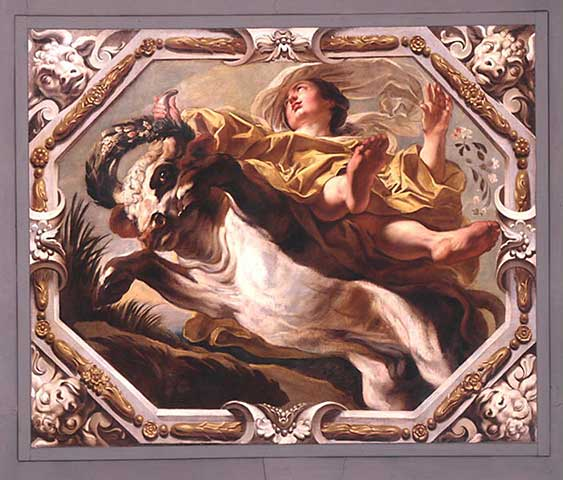
Zeus, sota la forma d'un toro, emportant-se Europa, segons Jacob Jordaens.

Aldebaran és un estel de la constel·lació del Taure, una de les constel·lacions del zodíac, que representa un toro i Aldebaran és el seu ull dret. «Taure» prové del llatí taurus ‘toro’. Segons una de les llegendes de la mitologia grega, el Taure representa el toro en què es transformà el déu suprem Zeus per seduir Europa, la filla d'Agènor, rei de Fenícia. Aquesta jove jugava vora la mar quan s'hi acostà un ramat de toros. Entre aquests en destacava un de blanc, molt bonic, que no era altre que Zeus disfressat. Europa se sentí atreta pel toro i li penjà garlandes sobre les banyes. L'animal la convidà a pujar sobre els seus lloms abaixant el cap i, abans que se n'adonés, es llançà a la mar i començà a nedar fins que arribà a Creta, on recuperà l'aspecte d'un déu. Zeus aconseguí conquistar Europa i d'aquesta unió naixé Minos. Altres històries conten que es tracta d'un animal que guarda les Pléiades del gegant Orió.
Els antics perses el consideraven un dels quatre estels reials de Pèrsia. Els quatre estels eren Aldebaran, Regulus, Fomalhaut i Antares, que eren considerats com els guardians del cel. En l'astronomia persa, el cel estava dividit en quatre districtes i cadascun estava custodiat per un d'aquests estels. Aldebaran era conegut com el Vigilant de l'Est. Cadaun d'aquests quatre estels fou relacionat en astrologia amb un dels quatre arcàngels. Aldebaran ho fou amb l'arcàngel Miquel.

## Característiques
El satèl·lit Hipparcos ha determinat la seva distància en 65,1 anys llum, amb una magnitud aparent de 0,86, que correspon a una magnitud absoluta de –0,64. Tot i que aquesta lluminositat és lleugerament variable, del tipus polsant amb variacions de 0,2 magnituds, es considera la 14a estrella més brillant. Té una velocitat radial de 54,3 km/s, dada de la qual es dedueix que s'allunya de la Terra a una velocitat superior als 195 400 km/h (fenomen que es deu tant al seu propi moviment com al del nostre planeta).

Comparació de les mides d'Aldebaran i el Sol.

La massa d'Aldebaran és d'1,16 masses solars (1,16 M⊙) i un radi 45,1 vegades el del Sol (45,1 R⊙). Amb una temperatura superficial de 3 900 K, brilla amb una lluminositat 439 vegades superior a la lluminositat del Sol (439 L⊙). Gran part de la producció d'energia de l'estrella es troba en l'infraroig invisible. Té una velocitat de rotació projectada d'uns 3,5 km/s, i requereix 520 dies a completar una rotació. La seva metal·licitat té un valor al voltant d'un 30 % inferior a la del Sol, d'on hom obté una edat de 6 400 milions d'anys. Perd massa a una velocitat de (1 – 1,6) × 10−11 M⊙ any−1, o una massa terrestre cada 300 000 anys, a través d'un fort vent estel·lar. El vent estel·lar d'Aldebaran s'expandeix més enllà de l'esfera MOL (la capa molecular més enllà de la cromosfera, s'estén a una distància 2,5 vegades el radi de l'estel i té una temperatura de 1 500 K), fins que arriba al límit amb el medi interestel·lar, on s'alenteix a la velocitat subsònica. Forma una astrosfera que s'estén per unes 1 000 unitats astronòmiques des de l'estel.
Aldebaran es classifica com un estel variable irregular lent (LB). La seva brillantor varia des de la magnitud de 0,75 fins a 0,95 segons els registres històrics donats al Catàleg General d'Estels Variables (GCVS). Tanmateix, les observacions modernes han demostrat que les variacions tenen una amplitud menor. Alguns dels estudis fins i tot no han mostrat gairebé cap variació. La fotometria d'època del catàleg Hipparcos indica que la brillantor de l'estrella varia només en 0,02 magnituds durant un període possible d'uns 18 dies. La fotometria a terra trobà una amplitud de fins a 0,03 magnituds amb un període possible d'uns 91 dies. Les observacions a llarg termini han trobat variacions irregulars de menys de 0,1 magnituds. En el seu espectre s'han detectat línies d'aigua, monòxid de carboni i òxid de titani.
Entre els anys 420 000 i 210 000 aC, Aldebaran fou l'estel més brillant del cel. Arribà a estar a 21,5 anys llum del sistema solar i, en el seu màxim, brillava a una magnitud –1,54 i era lleugerament més brillant que Sirius és avui (magnitud –1,46). És el quart estel més brillant del cel en longituds d'ona a l'infraroig proper. Amb una magnitud de banda J de –2,1, només és superat per Betelgeuse (–2,99), R Doradus (–2,6) i Arcturus (–2,2). És el més brillant de tots els estels de les constel·lacions del zodíac. Eclipsa per poc a Antares a la constel·lació de l'Escorpió. També és més brillant que els estels de primera magnitud Spica a la Verge, Pòl·lux a la dels Bessons i Regulus a la del Lleó.

## Situació

Aldebaran a la constel·lació del Taure. Traçant una corba a partir del cinturó d'Orió s'arriba a Aldebaran.

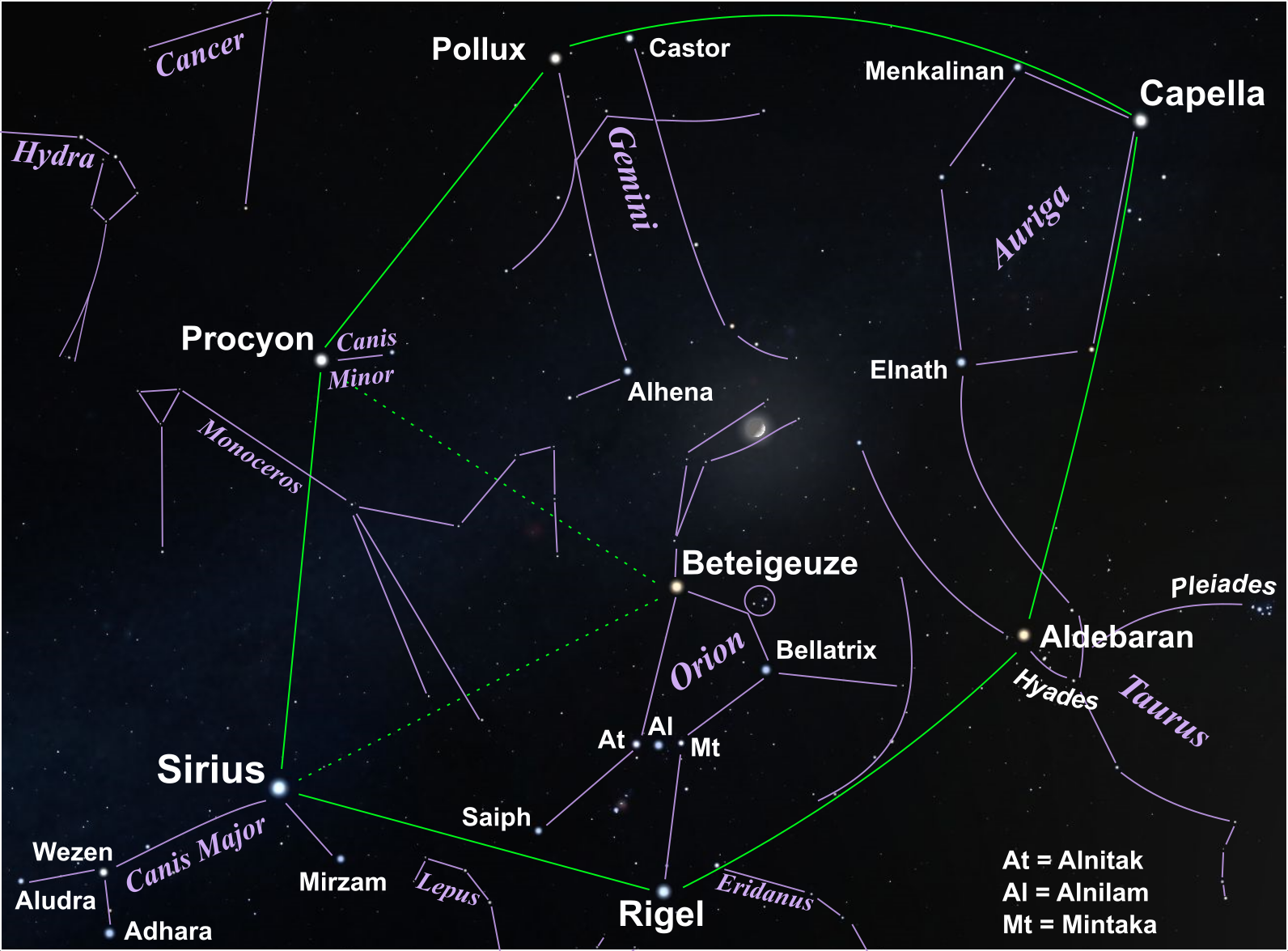
Hexàgon d'hivern.

Aldebaran és una de les estrelles més fàcils de trobar en el cel nocturn, en part a causa de la seva brillantor i en part a causa de la seva relació espacial respecte a un dels asterismes més evidents en el cel. Si hom segueix les tres estrelles del cinyell d'Orió d'esquerra a dreta (a l'hemisferi nord) o bé de dreta a esquerra (al sud), la primera estrella brillant que es troba continuant aquesta línia és Aldebaran.
La millor època de l'any per observar Aldebaran és durant el mes de gener, quan la constel·lació està més alta per sobre de l'horitzó a primera hora del vespre. Tota la constel·lació és visible des de llocs entre les latituds 90° N i 65° S.
Aldebaran és una de les sis estrelles de primera magnitud que formen el Cercle d'hivern (Hexàgon d'hivern), un asterisme gran i brillant que domina el cel del vespre durant l'hivern de l'hemisferi nord. L'asterisme conté el Triangle d'hivern més petit i la major part de la constel·lació d'Orió dins dels seus límits. Les estrelles que formen l'Hexàgon d'hivern són Aldebaran, Capella a la constel·lació del Cotxer, Pòl·lux a la dels Bessons, Proció a la del Ca Menor, Sírius a la del Ca Major i Rigel a la d'Orió.
La Pioneer 10 és una sonda espacial no tripulada de la NASA, integrada en el programa Pioneer i amb l'objectiu de començar a estudiar el sistema solar exterior. Fou llançada el 2 de març de 1972 i fou la primera sonda que travessà el cinturó d'asteroides i que arribà fins al planeta Júpiter, l'objectiu principal de la seva missió. Es dirigeix en la direcció d'Aldebaran, a les proximitats de la qual arribarà d'aquí a uns 2 milions d'anys.

## Aldebaran en la ficció

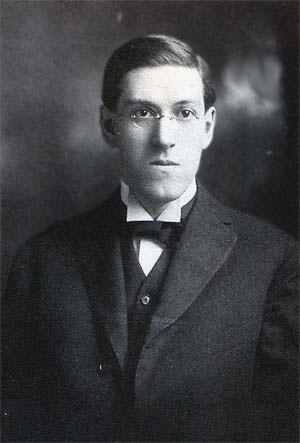
Howard Phillips Lovecraft.

Aldebaran s'ha utilitzat i es fa referència en innombrables obres de ciència-ficció. Algunes de les mencions més conegudes inclouen els Mites de Cthulhu (1921-) de l'estatunidenc H. P. Lovecraft (1890-1937), les novel·les de l'estatunidenc E. E. Smith (1890-1965) a la sèrie Lensman (1934-1948), The Starmen (1952) de l'escriptora estatunidenca Leigh Brackett (1915-1978), The Stars My Destination (1956) de l'estatunidenc Alfred Bester (19513-1987). La novel·la de l'estatunidenca Ursula K. Le Guin (1929-2018) The Lathe of Heaven (1971), La guerra eterna (1974) de l'estatunidenc Joe Haldeman (1943), Guia galàctica per a autoestopistes (1979) de l'anglès Douglas Adams (1952-2001), la sèrie de novel·les del japonès Yoshiki Tanaka (1952) Llegenda dels herois galàctics (1982-1987), Walking to Aldebaran (2019) del britànic Adrian Tchaikovsky (1972), etc.
Al cinema i a la televisió, Aldebaran es va fer referència a Aldebaran de manera memorable en diversos episodis de Star Trek, com ara «On no ha anat mai cap home» (1966) i «L'època d'Amok» (1967) a Star Trek (sèrie original), i «El joc d'en Q» (1987) a Star Trek: La nova generació.
En còmic destaca Aldebaran (1994-1998), en cinc volums, del dibuixant brasiler Luiz Eduardo de Oliveira (Leo).

## Ocultisme nazi
Els místics nazis de la Societat Vril. El nom prové d'una substància citada en la novel·la de ciència-ficció Vril, the Power of the Coming Race (1871) de l'anglès Edward Bulwer-Lytton (1803-1873). Diversos membres dels ambients teosòfics van considerar aquest relat com a verídic, creient en l'existència d'una raça superior que feia servir una energia anomenada vril i que estava relacionada amb Aldebaran. Creien que Aldebaran era l'origen de la raça ària i asseguraven que extraterrestres originaris d'aquest estel s'establiren a la Terra i mantingueren contacte amb els ocultistes nazis.